# 萬科置業海外
萬科置業（海外）有限公司，簡稱萬科置業海外，前身為「南聯地產控股」（英語：Vanke Property（Overseas）Limited，港交所：1036），2012年5月14日，永泰地產宣佈將手持73.91%權益售予中國大陸房地產商萬科旗下香港全資公司 Wkland Investments Company Limited，涉資10.79億元，每股作價5.6197元。南聯地產控股資產將分兩部份，其中觀塘城東誌及灣仔W Square等將從南聯核心資產分拆出來，由永泰向南聯地產控股股東以每股27.6元收購。而南聯地產控股只會持有葵涌麗晶中心。

## 主要物業組合
- 屯門掃管笏上源
- 長沙灣The Campton
- 葵涌麗晶中心
- 灣仔The Luna (楹寓)
- 長沙灣連方
- 西營盤15 Western Street
- 何文田VAU Residence
- 荃灣柏傲灣20%
- 北角The Stellar（星寓）
- 牛頭角定富街45至47號、49至51號、53至63號、71至79號、地盤面積約10382方呎，可建總樓面約93438方呎
- 沙田顯和里UNI Residence
- 大埔馬窩路的大埔市地段第243號住宅用地「Le Mont 上然」

## 外部鏈接
- VankeOverseas.com （页面存档备份，存于）